# صموئيل سميث (سياسي)
صموئيل سميث (بالإنجليزية: Samuel Smith)‏ هو سياسي أمريكي، ولد في 11 نوفمبر 1765 في بيتربورو في الولايات المتحدة، وتوفي بنفس المكان في 25 أبريل 1842. حزبياً، نشط في الحزب الفيدرالي الأمريكي. وقد انتخب عضو مجلس النواب الأمريكي.